# Райт (тауншип, Миннесота)
Райт (англ. Wright) — тауншип в округе Маршалл, Миннесота, США. На 2000 год его население составило 126 человек.

## География
По данным Бюро переписи населения США площадь тауншипа составляет 93,5 км², из которых 93,2 км² занимает суша, а 0,3 км² — вода (0,28 %).

## Демография
По данным переписи населения 2000 года здесь находились 126 человек, 52 домохозяйства и 35 семей. Плотность населения —  1,4 чел./км². На территории тауншипа расположено 62 постройки со средней плотностью 0,7 построек на один квадратный километр. Расовый состав населения: 99,21 % белых и 0,79 % афроамериканцев. Испанцы или латиноамериканцы любой расы составляли 0,79 % от популяции тауншипа.
Из 52 домохозяйств в 25,0 % воспитывались дети до 18 лет, в 59,6 % проживали супружеские пары, в 1,9 % проживали незамужние женщины и в 30,8 % домохозяйств проживали несемейные люди. 23,1 % домохозяйств состояли из одного человека, при том 15,4 % из — одиноких пожилых людей старше 65 лет. Средний размер домохозяйства — 2,42, а семьи — 2,94 человека.
17,5 % населения — младше 18 лет, 11,9 % — в возрасте от 18 до 24 лет, 16,7 % — от 25 до 44, 36,5 % — от 45 до 64, 17,5 % — старше 65 лет. Средний возраст — 46 лет. На каждые 100 женщин приходилось 133,3 мужчин. На каждые 100 женщин старше 18 приходилось 131,1 мужчин.
Средний годовой доход домохозяйства составлял 38 125 долларов, а средний годовой доход семьи —  41 875 долларов. Средний доход мужчин —  36 250  долларов, в то время как у женщин — 16 500. Доход на душу населения составил 15 138 долларов. За чертой бедности находились 5,9 % семей и 12,5 % всего населения тауншипа, из которых 20,0 % младше 18 и 30,8 % старше 65 лет.